# Peter Hardie
Peter Hardie (Bradford, 1921 – Bishopston, 5 maggio 1960) è stato un pallanuotista britannico.
Ha fatto parte della Gran Bretagna che partecipato alle Olimpiadi di Londra 1948 nel torneo di pallanuoto.